# Verdigris (Oklahoma)
Verdigris es un pueblo ubicado en el condado de Rogers en el estado estadounidense de Oklahoma. En el año 2010 tenía una población de 	3993 habitantes y una densidad poblacional de 259,29 personas por km².

## Geografía
Verdigris se encuentra ubicado en las coordenadas 35°24′13″N 97°28′55″O / 35.40361, -97.48194 (35.403662, -97.482063) . Según la Oficina del Censo de los Estados Unidos, Verdigris tiene una superficie total de 5,957 mi² (15,4 km²), de la cual 5,848 mi² (15,1 km²) corresponden a tierra firme y 0,009 mi² (0 km²) es agua.